# Olsenbanden jr. går under vann
Olsenbanden jr. går under vann, deutscher Titel: (deutsch: Die Olsenbande-Junior geht unter Wasser), deutscher Titel auf Filmfestival: Die Olsenbande Junior taucht unter, ist ein norwegischer Kinderfilm von 2003 aus der Filmreihe Olsenbande Junior (Norwegen).

## Handlung

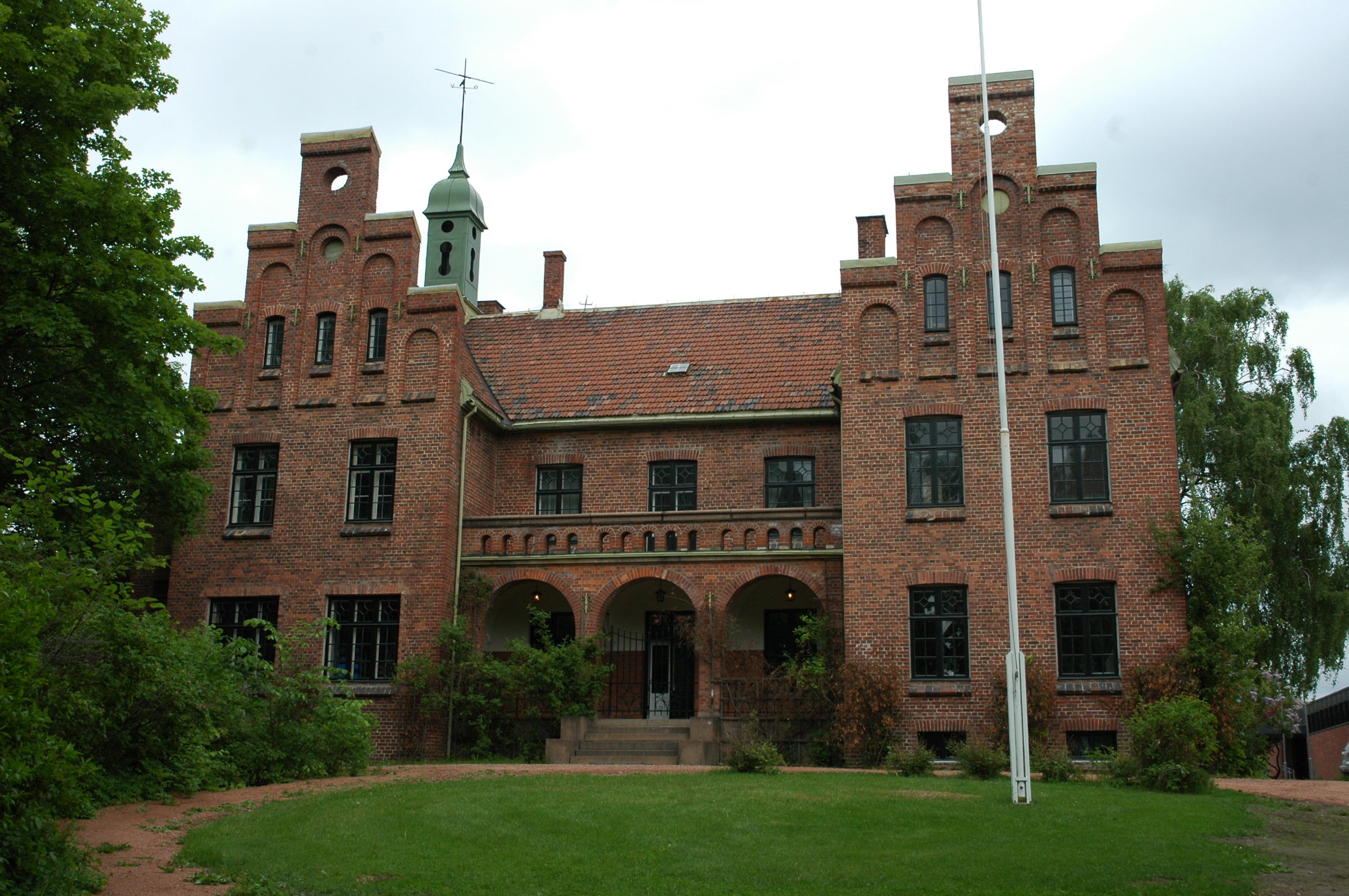
Das Schloss Ringstabekk, ist hier Egon Olsen Waisenhaus. Von hier aus beginnt der Film und endet auch wieder hier.

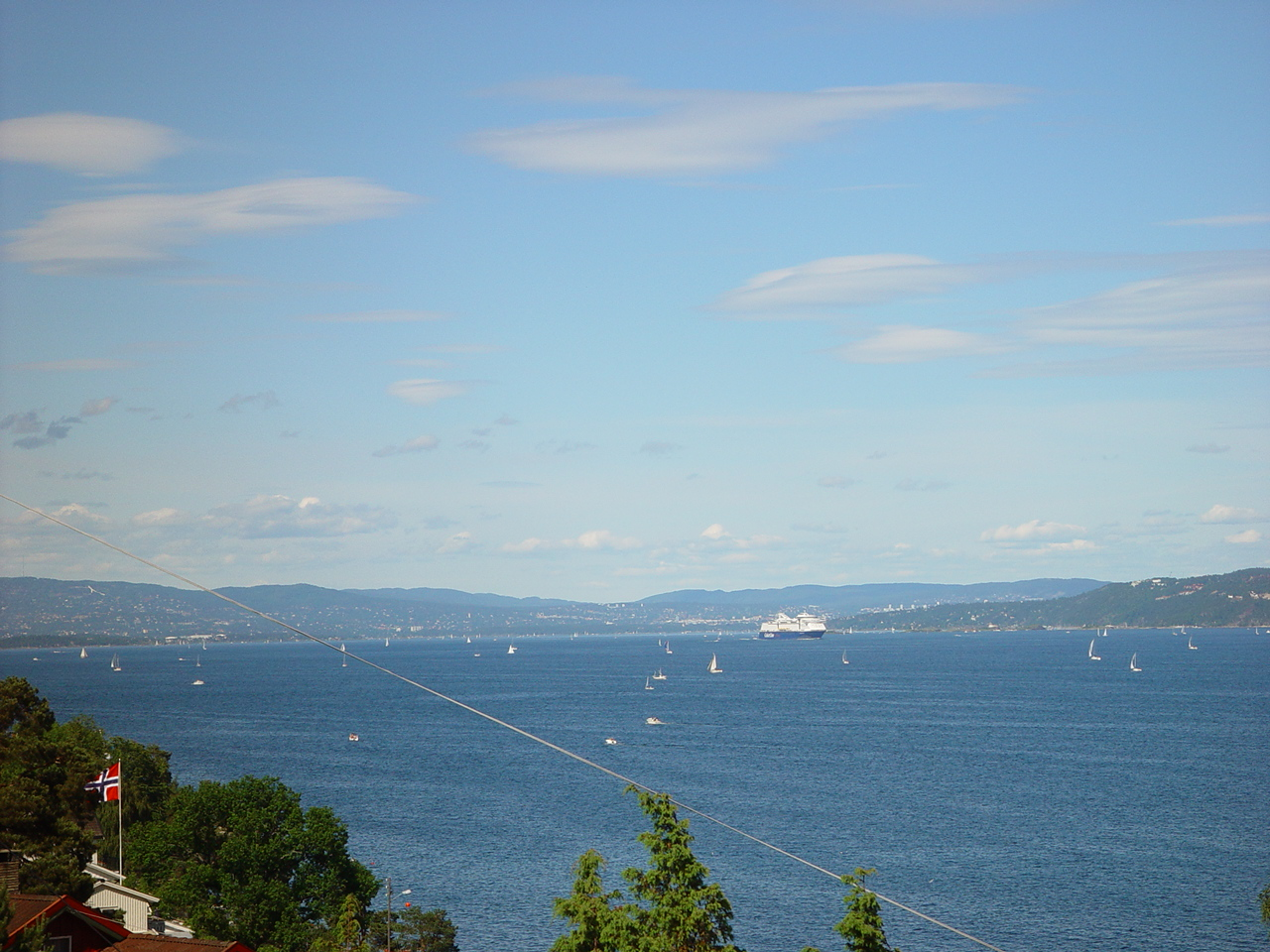
Vor dem Oslofjord hebt die Olsenbande-Junior aus einem im Zweiten Weltkrieg versenkten deutschen U-Boot einen Franz-Jäger-Tresor mit Diamanten.

Egon Olsen lebt um 1959 unter nicht gerade guten Bedingungen im Osloer Kinderheim Lykkebo. Als es im Heim wieder einmal miserables Essen gibt, stiehlt sich Egon mit Hilfe von Benny und Kjell, dem Chef des Waisenhauses Rudolf Bollerud und der Biffenbande bessere Verpflegung in Form einer Torte. Der Coup scheitert und Egon muss zur Strafe in den Arrest. Aus dem Arrest kommt Egon wieder mit einem Plan unter dem Arm heraus. Jetzt weiß er, wie er von dem Heim weg kommen kann: er möchte sich von der reichen Familie Gyldenløwe adoptieren lassen, die unbedingt ein Heimkind haben möchte. Mit Hilfe von Juckpulver und einem Stück stinkenden Käse sowie weiteren Tricks überlistet er bei der Auswahl seine gleichaltrigen Mitbewerber. Egon wird dadurch schließlich von der reichen Familie ausgewählt. Benny und Kjell sind begeistert. Aber nicht für lange. Wie fast in jedem Olsenbandenfilm, geht natürlich auch hier etwas schief. Als Egon mit seinen neuen Eltern „zu Hause“ bei einer Werkhalle mit Wachschutz ankommt statt wie versprochen in der Villa Gyldenløwe, die sogar einen Swimmingpool haben soll, zeigen seine Adoptiveltern ihr wahres Gesicht. Zu seinem Schrecken entfernen sein „neuer Vater“ den falschen Bart und seine „neue Mutter“ die Perücke. Es stellt sich heraus, dass sein neuer „Adoptivvater“ in Wirklichkeit der betrügerische Unternehmer Bang-Johansen ist und seine „Adoptivmutter“ Ursula Wasserschmidt, die Tochter des hohen deutschen Offizier Otto Wasserschmidt aus dem Zweiten Weltkrieg. Die Mitarbeiter seiner vermeintlichen Adoptiveltern rekrutieren sich aus deutschen, bzw. norwegischen Wissenschaftlern und aus Kollaborateuren sowie dem ehemaligen deutschen Offizier Major Schultze. Bei dem geplanten „Unternehmen Unterwasser“ wollen sie Egon Olsen dazu benutzen, mittels einer Taucherglocke einen Schatz aus dem im Zweiten Weltkrieg versenkten deutschen U-Boot mit dem Spitznamen Schnaps zu heben. In dem im Oslofjord auf Grund liegenden U-Boot sollen sich Kronjuwelen, Gold, Diamanten, Brillanten und dergleichen in einem Tresor der Marke Franz Jäger, Berlin 1944 befinden. Durch eine winzige Luke kann nur eine sehr kleine Person wie Egon hinein gelangen. Egon Olsen soll von einer herabgelassenen Tauchkabine aus den Tresor am Seilzug des Schiffs von Bang-Johansen befestigen. Egon kann sich aber aus seinem Gefängnis befreien und belauscht dabei ihre Pläne zum Unternehmen Unterwasser. Als er in Freiheit gelangt, hat Egon aber Anderes vor. Mit Hilfe von Kjell, Benny und Dynamit Harry will er dem Heimleiter seines Waisenhauses, der eine Million in bar von Bang-Johansen für die Vermittlung und die Adoptionspapiere erhalten hat, das Geld wieder abnehmen. Der Plan läuft zunächst wie am Schnürchen und sie können sich problemlos den „roten Koffer“ mit der Million aus dem Tresor des Waisenhauses holen. Allerdings sind jetzt Bang-Johansen und Fr. Wasserschmidt Egon ganz dicht auf den Fersen. Noch dazu sucht die Biffenbande in deren Auftrag nach der Olsenbande. Bei der Verfolgung geht der rote Geldkoffer an Egons Widersacher verloren. Egon entsinnt sich jetzt des Unternehmens Unterwasser und entwickelt dazu einen neuen genialen Plan, in den er Benny, Kjell und Dynamit-Harry einweiht. Im Sinne des Plans lässt sich Egon wieder gefangen nehmen. Für das „Unternehmen Unterwasser“ wurde von seinen Widersachern ein Schiff gechartert. Die Tauchkabine mit Egon wird hinabgelassen und so der Schatz gehoben. Die Olsenbande kann die Mannschaft des Unternehmens Unterwasser austricksen. Benny, ausgerüstet mit einem altmodischen Taucheranzug, hängt die Taucherglocke mit Egon sowie den Franz-Jäger-Tresor während der Hebung an ihren eigenen Seilzug. Kjell und Dynamit-Harry sollen Bennys Taucheranzug mittels einer Handpumpe mit Luft versorgen und mit einer manuellen Seilwinde ihn samt dem Tresor auf ihre getarnte Plattform am Oslofjord ziehen. Zur gleichen Zeit ist Hermann mit Kjells ausgespannter Freundin Valborg auf einem Segeltörn in ihrer Nähe unterwegs. Herman gerät in Seenot und lässt Valborg in Stich, so dass Kjell sie retten muss. Dafür lässt Kjell alles liegen und stehen und bringt Egons Pläne in Gefahr. Dynamit-Harry muss alleine zugleich die Luftpumpe und die Seilwinde mit dem Tresor am Haken bedienen. Zu guter Letzt können sich der unter Luftmangel geratene Benny, Kjell, Valborg und Egon auf ihre Plattform retten. Der Franz-Jäger-Tresor wird geborgen und von Egon geöffnet. Die gesamte Mannschaft des „Unternehmens Unterwasser“ wird von der Polizei (Hermansen und Holm) verhaftet und Herman (Sohn von Hermansen), der in die Gewalt von Bang-Johansen gelangt war, befreit. Den Schatz aus dem Tresor müssen sie aber trotz alledem der Polizei und damit dem norwegischen Staat aushändigen. Dafür bekommt die Olsenbande eine satte Prämie und die Kinder von Egons ehemaligem Waisenhaus gute Verpflegung und Getränke spendiert. Auch Kjell und Valborg sind am Ende wieder zusammen glücklich.

## Filmfestival-Beschreibung
„Egon sitzt im Waisenhaus auf Lykkebo und wünscht sich nichts mehr als eine eigene Familie. Die wohlhabenden Gyldenløwes nehmen Kontakt zum Heimleiter Bollerud auf, weil sie einen Sohn adoptieren möchten. Egon wird tatsächlich ausgewählt und ist nun plötzlich der Sohn reicher Eltern mit eigener Villa inklusive Schwimmbad. Egon weiß nichts davon, dass die Gyldenløwes dem Heimleiter eine Million Kronen dafür gezahlt haben, dass sie mit dem Adoptions-Papierkram nichts zu tun haben brauchen. Nach einem tränenreichen Abschied von seinen Kumpels Kjell und Benny ist Egon schockiert über die Entdeckung, dass die Gyldenløwes in Wahrheit Betrüger sind, die einen Safe voller Diamanten suchen, der sich im U-Boot Schnaps befinden soll, das in den letzten Tagen des Zweiten Weltkriegs im Fjord unterging. Die Gyldenløwes haben auch Pläne mit Egon. Aber Egon und seine Freunde finden heraus, was das für Pläne sind und dann beginnen die Komplikationen. Die sich anschließende Jagd führt durch gruselige Gassen, dunkle Einbahnstraßen – und beides sowohl über als auch unter Wasser. Die Olsenbande muss ihre ganze Schlauheit aufbringen, um die Betrüger zu überlisten.“

## Anmerkung
Der Film ist eine Neuverfilmung des 2001 erschienenen dänischen Kinofilmes Olsenbande Junior. Dazu wurde von Sverre Holm und Arne Lindtner Næss der Film entsprechend verändert und das Drehbuch umgeschrieben. Im Unterschied zur dänischen Version soll Egon nicht in den Weltraum geschossen werden, sondern muss einen Schatz ehemaliger deutscher Offiziere und Wissenschaftler bzw. norwegischer Kollaborateure aus einem U-Boot-Rumpf im Oslofjord heben. Der Film Olsenbanden jr. går under vann ist eine Fortsetzung der norwegischen Fernsehserie Olsenbandens første kupp aus der Olsenbande Junior (Norwegen)-Filmreihe. In Frankreich erschien der Film im Kino und Fernsehen unter dem Titel: Olsen et sa bande: Le trésor du sous-marin.
Der Film wurde 2003 auf den Nordischen Filmtagen in Lübeck unter dem deutschen Titel: „Die Olsenbande taucht unter“ aufgeführt. 2004 erschien als weitere Fortsetzung der Kinofilm Olsenbanden Junior på rocker’n („Die Olsenbande Junior rockt“). Eine deutschsprachige Veröffentlichung existiert zu diesen Film bisher noch nicht.